# Tömösváry-szerv

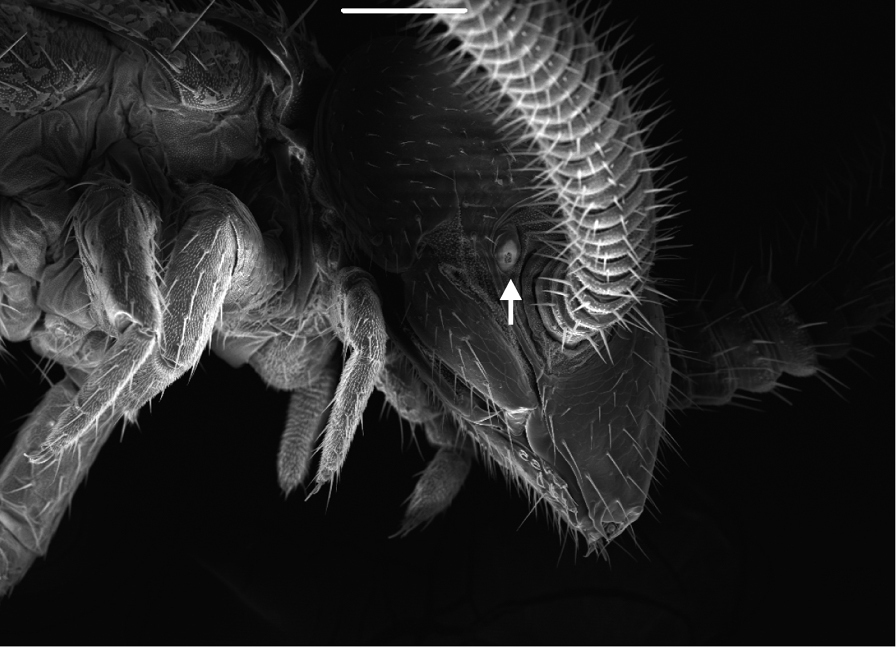
Egy soklábú felnagyított képén látható a Tömösváry-szerv egy kis nyíllal jelezve

A Tömösváry-szerv vagy Tömösváry-féle szerv (Organum temporale) egy kifejezetten csak a soklábúak (Myriapoda) és a hatlábúak (Hexapoda) fajainál megfigyelhető érzékszerv. Ez a temporális szerv a két altörzsbe tartozó állatok csápjainak töve mögött és a szemeik közötti részen helyezkedik el. A sajátos kémiai szerv egy apró, idegdúcsejtekkel kibélelt gödörszerű bemélyedés, melynek szerepe a legelfogadottabb álláspont szerint a talajrészecskék között megszorult levegő páratartalmának és kémiai összetételének érzékelése. Elsőként Tömösváry Ödön írta le 1883-ban, majd később róla is lett elnevezve az érzékszerv.